# Lijst van voetbalinterlands Kosovo - Senegal
Deze lijst van voetbalinterlands is een overzicht van alle officiële voetbalwedstrijden tussen de nationale teams van Kosovo en Senegal. De landen speelden tot op heden een keer tegen elkaar: een vriendschappelijke wedstrijd op 25 mei 2014 in Lancy (Zwitserland).

## Wedstrijden
| № | Plaats | Datum       | Competitie        | Wedstrijd        | Uitslag |
| - | ------ | ----------- | ----------------- | ---------------- | ------- |
| 1 | Lancy  | 25 mei 2014 | Vriendschappelijk | Senegal – Kosovo | 3 – 1   |

## Samenvatting
| Competitie        | Totaal gespeeld | Winst Kosovo | Gelijk | Winst Senegal | Doelsaldo Kosovo – Senegal |
| ----------------- | --------------- | ------------ | ------ | ------------- | -------------------------- |
| Vriendschappelijk | 1               | 0            | 0      | 1             | 1 − 3                      |
| Totaal            | 1               | 0            | 0      | 1             | 1 − 3                      |

## Details

### Eerste ontmoeting
| Vriendschappelijk (Lancy, Zwitserland, 25 mei 2014): |              | |
| Senegal | 3 – 1        | Kosovo |
| Oumar Niasse 41' Oumar Niasse 49' Diafra Sakho 51' | goals        | 25' Albert Bunjaku |
| Alain Giresse | bondscoach   | Albert Bunjaki |
| Cheick N'Diaye Lamine Gassama Cheikhou Kouyaté Papy Djilobodji Pape Souaré Idrissa Gueye Alfred N'Diaye Salif Sané Dame N'Doye Oumar Niasse Diafra Sakho 63' | opstellingen | 79' Kushtrim Mushica Amir Rrahmani Faton Toski Kristian Nushi Imran Bunjaku 55' Liridon Krasniqi Enis Alushi Shkodran Metaj 55' Albion Avdijaj 68' Dardan Rexhepi 79' Albert Bunjaku        |
| Demba Ba 63' Lys Gomis Bouna Coundoul Boukary Dramé Issa Cissokho Lamine Sané Serigne Mbodj Pape Diop Sadio Mané Momo Diamé Stéphane Badji Moussa Sow | wissels      | 55' Mentor Zhdrella 55' Eroll Zejnullahu 68' Yll Hoxha 79' Julian Bibleka 79' Enis Bunjaki Samir Ujkani Lum Rexhepi Bajram Jashanica Debatik Çurri Anel Raskaj Mehmet Hetemaj Alban Bunjaku |
| | gele kaarten | 31' Shkodran Metaj |
| - Debuut van Oumar Niasse (Akhisar Belediyespor) voor Senegal. - Debuut van Julian Bibleka (Eintracht Frankfurt), Amir Rrahmani (FK Partizani), Imran Bunjaku (Grasshopper Club Zürich), Eroll Zejnullahu (1. FC Union Berlin) en Enis Bunjaki (Eintracht Frankfurt) voor Kosovo. |              | |

FFK · 
Kosovaars vrouwenelftal · Kosovo U19 · Kosovo U17
2010 – 2019 ·
2020 − 2029
2014 · 
2015 · 
2016 · 
2017 · 
2018 ·
2019 ·
2020 ·
2021 ·
2022 ·
2023 ·
2024
Albanië ·
Andorra ·
Armenië ·
Azerbeidzjan · 
Bulgarije · 
Burkina Faso · 
Cyprus ·
Denemarken ·
Engeland ·
Equatoriaal-Guinea ·
Faeröer ·
Finland ·
Gambia ·
Georgië ·
Gibraltar ·
Griekenland ·
Guinee ·
Haïti ·
Hongarije ·
IJsland ·
Israël ·
Jordanië ·
Kroatië ·
Letland ·
Litouwen ·
Madagaskar ·
Malta ·
Moldavië ·
Montenegro ·
Noord-Ierland ·
Noord-Macedonië ·
Noorwegen ·
Oekraïne ·
Oman ·
Roemenië ·
San Marino ·
Senegal ·
Slovenië ·
Spanje ·
Tsjechië ·
Turkije ·
Wit-Rusland ·
Zweden ·
Zwitserland
FSF · 
A-internationals · 
Bondscoaches · Selecties · Senegalees vrouwenelftal · 
Olympisch elftal
1960 – 1969 · 
1970 – 1979 · 
1980 – 1989 · 
1990 – 1999 · 
2000 – 2009 · 
2010 – 2019 · 
2020 – 2029
WK 2002 · 
WK 2018 ·
WK 2022
OS 2012
1959 · 
1960 · 
1961 · 
1962 · 
1963 · 
1964 · 
1965 · 
1966 · 
1967 · 
1968 · 
1969 · 
1970 · 
1971 · 
1972 · 
1973 · 
1974 · 
1975 · 
1976 · 
1977 · 
1978 · 
1979 · 
1980 · 
1981 · 
1982 · 
1983 · 
1984 · 
1985 · 
1986 · 
1987 · 
1988 · 
1989 · 
1990 · 
1991 · 
1992 · 
1993 · 
1994 · 
1995 · 
1996 · 
1997 · 
1998 · 
1999 · 
2000 · 
2001 · 
2002 · 
2003 · 
2004 · 
2005 · 
2006 · 
2007 · 
2008 · 
2009 · 
2010 · 
2011 · 
2012 · 
2013 · 
2014 ·
2015 ·
2016 ·
2017 ·
2018 ·
2019 ·
2020 ·
2021 ·
2022 ·
2023
Algerije ·
Angola ·
Benin ·
Bolivia ·
Bosnië en Herzegovina ·
Botswana ·
Brazilië ·
Burkina Faso ·
Burundi ·
Centraal-Afrikaanse Republiek ·
Chili ·
China ·
Colombia · 
Congo-Brazzaville ·
Congo-Kinshasa ·
Denemarken ·
Ecuador ·
Egypte ·
Engeland ·
Equatoriaal-Guinea ·
Eritrea ·
Ethiopië ·
Frankrijk ·
Gabon ·
Gambia ·
Ghana ·
Griekenland ·
Guinee ·
Guinee-Bissau ·
Indonesië ·
Iran ·
Ivoorkust ·
Japan ·
Kaapverdië ·
Kameroen ·
Kenia ·
Kosovo ·
Kroatië · 
Lesotho ·
Liberia ·
Libië ·
Luxemburg ·
Madagaskar ·
Malawi ·
Maleisië ·
Mali ·
Marokko ·
Mauritanië ·
Mauritius ·
Mexico ·
Mozambique ·
Namibië ·
Nederland ·
Niger ·
Nigeria ·
Noorwegen ·
Oeganda ·
Oezbekistan ·
Oman ·
Polen ·
Qatar ·
Rwanda ·
Saoedi-Arabië ·
Sierra Leone ·
Soedan ·
Swaziland ·
Tanzania ·
Togo ·
Tunesië ·
Turkije ·
Uruguay ·
Verenigde Arabische Emiraten ·
Zambia ·
Zimbabwe ·
Zuid-Afrika ·
Zuid-Korea ·
Zuid-Soedan ·
Zweden
Algerije (2019, 2) ·
Colombia (2018) ·
Denemarken (2002) ·
Engeland (2022) ·
Frankrijk (2002) ·
Japan (2018) ·
Nederland (2022) ·
Polen (2018) ·
Uruguay (2002)